# 21. československý střelecký pluk
21. československý střelecký pluk (fr. 21ème Régiment de Chasseurs Tchécoslovaque) byl jednotkou československé legie na půdě Francie. Nejslavnějším bojovým vystoupením pluku byla bitva u Terronu v říjnu 1918.

## Vznik a nasazení na frontě
Ačkoliv již krátce po rozpoutání první světové války byla českými krajany z Paříže založena na podzim 1914 rota "Nazdar" v rámci francouzské Cizinecké legie, zanikla tato jednotka v pozdějších bojích u Arrasu a tito první českoslovenští dobrovolníci pak sloužili odděleně ve francouzských jednotkách. 21. čs. střel. pluk tak byl prvním útvarem československé zahraniční armády (tzv. legií) ve Francii podléhající Československé národní radě v Paříži. Číslo 21 vycházelo z předpokladu, že v rámci legií budou čísla 1-20 určena pro pluky zformované na půdě Ruska, čísla 21-30 pro pluky ve Francii a čísla 31-40 pro pluky v Itálii.
Pluk vznikl v lednu 1918 v jihofrancouzském městě Cognac z československých dobrovolníků, kteří do Francie připluli z Ruska (legionáři), z Rumunska (bývalí váleční zajatci), ze Spojených států amerických (krajané-dobrovolníci) a z dobrovolníků z řad válečných zajatců, kteří již ve Francii byli. Prvním velitelem pluku byl francouzský plukovník Armand-Charles Philippe. Po založení 22. československého střeleckého pluku v Jarnacu se oba pluky staly součástí Československé střelecké brigády československé legie ve Francii, jejíž velení převzal Philippe, a novým velitelem 21. čs. stř. pluku se stal francouzský podplukovník Antoine Paul Gillain.
Po absolvování výcviku byl pluk během přemístěn do městečka Darney, kde 30. června 1918 legionáři slavnostně složili vojenskou přísahu. Francouzský prezident Raymond Poincaré během ceremonie osobně předal vojákům 21. čs. střel. pluku bojový prapor. Na památku této události byl 30. červen prohlášen Dnem ozbrojených sil České republiky. Následně se pluk přesunul na klidnější úsek západní fronty do oblasti pohoří Vogézy v Alsasku. Během léta 1918 zde vojáci 21. čs. střel. pluku prováděli úspěšné průzkumné akce a přepady německých linií.
V polovině října 1918 se pluk přesunul do oblasti Argon s cílem vystřídat francouzské jednoty v postavení na řece Aisne. Dne 20. října 1918 dostal velitel I. praporu 21. čs. střel. pluku, major Otakar Husák, rozkaz obsadit obec Terron a výšiny v okolí. Ačkoliv byla rota kapitána Václava Šidlíka z obce vytlačena německým nepřítelem, v následném protiútoku celého I. praporu byla obec znovu získána do rukou Čechoslováků. Další německé útoky pak legionáři odráželi až do 30. října 1918, kdy byly jednotky čs. brigády staženy z první linie. Ztráty pluku činily 31 padlých, 175 raněných a 12 nezvěstných.

## Návrat do Československa
Po ukončení první světové války na západní frontě (11. listopadu 1918) očekávaly jednotky československé legie ve Francii odjezd do nově vzniklé samostatné Československé republiky. Na přelomu prosince 1918 a ledna 1919 (až do března 1919) byly jednotky transportovány vlaky přes Itálii a Rakousko. V Československu se legionářům dostalo velkolepého uvítání, ovšem ještě na začátku roku 1919 byli odesláni na Těšínsko, kde museli bránit československé území proti polským silám.
V meziválečném období byl pluku za bojové nasazení během první světové války přidán čestný název "Terronský".